# Pedicularis pseudomelampyriflora
Pedicularis pseudomelampyriflora är en snyltrotsväxtart som beskrevs av Bonati. Pedicularis pseudomelampyriflora ingår i släktet spiror, och familjen snyltrotsväxter. Inga underarter finns listade i Catalogue of Life.